# Quadrimaera incerta
Quadrimaera incerta is een vlokreeftensoort uit de familie van de Maeridae. De wetenschappelijke naam van de soort is voor het eerst geldig gepubliceerd in 1883 door Charles Chilton.